# Ludwig Georg Treviranus
Ludwig Georg Treviranus (1790 Brémy – 1869 Brno) byl německý inženýr a konstruktér.

## Život
Ludwig Georg Treviranus se narodil v Brémách 7. března 1790 jako syn obchodníka Joachima Johanna Trevirana a jeho manželky Cathariny Tallové. Treviranův otec přišel záhy o majetek a musel se živit jako notář a později i jako vyšetřovatel nehod v lodní dopravě. Všichni synové Joachima Trevirana se věnovali rozvíjejícím se vědním oborům: Gottfried Reinhold se stal lékařem a přírodovědcem, Ludolph Christian významným botanikem. Ludwigu Georgovi byla souzena technika.
Rodinným přítelem Treviranů byl astronom Heinrich Olbers, objevitel jedné z periodických komet (označované dnes jako 13P/Olbers). Právě díky Olbersově přímluvě se mladý Ludwig Georg Treviranus dostal v roce 1806 do Mnichova, kde působil vynálezce a inženýr Georg Friedrich von Reichenbach (1771–1826). U Reichenbacha mladý technik několik let pracoval v dílně na výrobu optických přístrojů, zejména dalekohledů.
V roce 1814 zamířil Treviranus do Sloughu v jihovýchodní Anglii, aby zde prohloubil své znalosti optiky u astronoma Williama Herschela. Během svého anglického pobytu se ale Treviranus zabýval také studiem provozu a konstrukce parních strojů.
Po návratu do Brém vstoupil do služeb podnikatele a obchodníka Fredericka Schroedera, který se rozhodl provozovat na dolním toku řeky Vezery (Weser) vlastní paroplavbu. Treviranus působil v Schroederově společnosti jako inženýr a společně se v roce 1816 vydali do Anglie a Skotska hledat pro tento účel odpovídající loď. Když žádné vhodné plavidlo nenašli, rozhodli se postavit paroloď vlastní. Tak byl za Treviranova značného přispění v prosinci 1816 spuštěn na vodu a v květnu následujícího roku zahájil pravidelný provoz kolesový parník Die Weser. Uvezl 60–80 cestujících, dokázal plout rychlostí až 5,5 uzlu (cca 10 km/h), a přestože jej ještě poháněl anglický parní stroj firmy Boulton a Watt o výkonu 14 koní (10, 4 kW), je všeobecně považován za první parník postavený na území Německa. Treviranus se pak podílel i na stavbě dalšího Schroederova parníku.
V Brémách pracoval Treviran i na plánech zbudování městského vodovodu a řadě dalších projektů. V roce 1823 odešel z Brém do Vratislavi, kde tehdy působil jeho bratr Ludolph Christian jako profesor botaniky. Odtud jeho cesta vedla do Blanska, kde kolem roku 1830 Ludwig Treviranus přijal místo továrního inspektora ve strojírně starohraběte Huga Františka ze Salmu, která dosud vyráběla hospodářské stroje i některé výrobky jemné mechaniky (např. měřicí a astronomické přístroje).
V Blansku, v budově tzv. „Staré fabriky“, inženýr Treviranus v roce 1831 sestrojil první průmyslově využitelný parní stroj v českých zemích a celé habsburské monarchii vůbec.[zdroj⁠?!] Do té doby se sice objevilo několik pokusů o výrobu tuzemského parního stroje (Gerstnerův parostroj z r. 1807.), vždy však zůstalo jen u experimentů, které vůbec nemohly sloužit k trvalému průmyslovému provozu.[zdroj⁠?!] V případě Treviranova stroje šlo o tzv. stabilní, dvojčinný parní stroj, určený k převodu pohybu pístu na rotační pohyb a tím k pohonu dalších zařízení pomocí transmisí. Vyroben byl pro strojovnu brněnské Godherovy továrny a měl výkon 12 koňských sil. Jindřich Wankel v Obrazech z Moravského Švýcarska a jeho minulosti uvádí, že svým překvapivě kvalitním továrním zpracováním i příznivým poměrem mezi výkonem a spotřebou paliva překonával i některé dovážené stroje z Anglie a Belgie. Parní stroje se tak zařadily mezi významné výrobky salmovských železáren (pozdější součást podniků ČKD).
Ludwig Georg Treviranus, zemřel 7. listopadu 1869 v Brně.